# Matt Penman
Matt Penman (Palmerston North, 1974) is een Nieuw-Zeelandse jazzbassist.

## Biografie
Penman had als kind klassieke pianolessen bij zijn moeder, een pianolerares. Op 14-jarige leeftijd begon hij met de contrabas. In 1994 werd het album Urbanism, waarin hij co-leader was, genomineerd als «New Zealand Jazz Album of the Year». Vervolgens studeerde hij met een beurs een jaar aan het Herb Pomeroy en Hal Crook aan het Berklee College of Music in Boston, voordat hij zich in 1995 in New York vestigde.
Penman heeft gewerkt met onder andere Kenny Werner, Wolfgang Muthspiel, Nnenna Freelon, Kurt Rosenwinkel, David Berkman, Guillermo Klein, Mika Pohjola, Peter Bernstein, Sam Yahel en Seamus Blake, maar ook met de bands van Chris Cheek, Ignaz Dinné en Nils Wogram. Live trad hij op met het SFJazz Collective onder Joshua Redman en met Madeleine Peyroux.
In 1998 bracht hij het album Flipside uit als co-leader (met Darren Beckett, Jérôme Sabbagh en Greg Tuohey). In 2002 verscheen zijn eerste eigen album Unqiet (met Jeff Ballard, Chris Cheek, Aaron Goldberg en Kurt Rosenwinkel). In 2015 bracht Pirouet Records het album Amateur Dentist uit, dat hij in trio opnam met Ted Poor en Joris Roelofs. Hij is ook te horen als sideman op meer dan 85 albums. In 2018 leidde hij een trio met Shai Maestro en Allison Miller.

## Discografie
- 1998 Flipside, Naxos
- 2002 The Unquiet, Fresh Sound
- 2008 Catch of the Day, Fresh Sound
- 2018 Good Question, Sunnyside